# Chałupy (Komarno)
Chałupy – część wsi Komarno, w Polsce, położona w województwie dolnośląskim, w powiecie karkonoskim, w gminie Janowice Wielkie.
W latach 1975–1998 miejscowość administracyjnie należała do województwa jeleniogórskiego.